# Daniella Cicardini
Daniella Valentina Cicardini Milla (Copiapó, 31 de diciembre de 1987) es una bióloga marina y política chilena, militante del Partido Socialista (PS). Desde marzo de 2018 ejerce como diputada de la República por el distrito N.° 4 de la Región de Atacama.
En las elecciones parlamentarias de 2013 fue elegida diputada por el distrito 5, correspondiente a las comunas de Chañaral, Copiapó y Diego de Almagro, por el periodo 2014-2018, tras haber sido apoyada por los partidos políticos de la coalición de izquierda Nueva Mayoría. Actualmente es Vicepresidenta de la Mujer del PS, y desde julio del 2023 asume como Segunda Vicepresidenta de la mesa directiva de la Cámara de Diputadas y Diputados.

## Biografía

### Familia
Nació en Copiapó el 31 de diciembre de 1987. Es hija del alcalde de Copiapó entre 2008 y 2016; Maglio Cicardini Neyra (exmilitante del Partido Socialista, PS) y de Magaly Milla Montaño, concejala de dicha comuna entre 2012 y 2020.

### Estudios y vida laboral
Cursó sus estudios secundarios en el Colegio Particular San Lorenzo de Copiapó.
Posteriormente, estudió en la Universidad Católica del Norte (sede Coquimbo) donde se licenció en Ciencias del Mar y se tituló de bióloga marina en 2011.

## Trayectoria política y pública
En su paso por la Cámara de Diputadas y Diputados ha presidido las comisiones permanentes de Gobierno Interior, Minería, Pesca y Acuicultura e Investigadora de ENAMI. Fue parte de la Comisión de Medioambiente y actualmente integra las comisiones permanentes de Trabajo y Seguridad Social y de Pesca.
Es integrante de la Bancada Feminista Julieta Kirkwood, creada en enero del 2018 por parlamentarias de la Cámara de Diputados.
El 29 de abril de 2013 la Comisión política del Partido Socialista (PS) la proclamó candidata a diputada por el distrito N.° 5, Región de Atacama, siendo electa en las elecciones parlamentarias de noviembre de ese año, por el periodo 2014-2018.
Integró las Comisiones Permanentes de Gobierno Interior, Nacionalidad, Ciudadanía y Regionalización; Familia y Adulto Mayor; y Minería y Energía.
Fue también, miembro de las siguientes comisiones: Investigadora sobre pérdidas incurridas por Codelco, Investigadora sobre denuncias de robo en la División El Salvador de Codelco e Investigadora sobre irregularidades cometidas en perjuicio de la Empresa Nacional de Minería (ENAMI).
Integró el Grupo Parlamentario chileno-italiano. Además, formó parte del Grupo Interparlamentario chileno-indio, Grupo Interparlamentario chileno-israelí y el Grupo Interparlamentario chileno-marroquí.
En el año 2014 comenzó a militar en el Partido Socialista (PS).
En las elecciones parlamentarias de noviembre de 2017, es reelecta como diputada, esta vez por el nuevo distrito N.° 4 de la Región de Atacama, que comprende las comunas de Chañaral, Diego de Almagro, Copiapó, Caldera, Tierra Amarilla, Vallenar, Freirina, Huasco y Alto del Carmen, por el periodo 2018-2022. Obtuvo 16.488 votos, equivalentes al 17,58% de los sufragios totales.
Asumió el cargo el 11 de marzo de 2018. Preside la Comisión Permanente de Gobierno Interior, Nacionalidad, Ciudadanía y Regionalización; e integra la Comisión Permanente de Minería y Energía. Integra además la Comisión Especial Investigadora de los actos del Gobierno respecto al eventual fraude en la ANFP y los efectos que tuvo su reestructuración en su relación con las organizaciones deportivas profesionales, entre el año 2015 y el día 4 de abril de 2018; y de la Comisión Especial Investigadora del uso de los recursos de la Ley Reservada del Cobre para la reconstrucción de zonas afectadas en las regiones de Antofagasta y Atacama por el frente de mal tiempo ocurrido el año 2015, de conformidad a la ley 20.833, de la cual fue elegida su presidenta el 16 de mayo de 2018.

Forma parte del Comité parlamentario del PS.

## Proyectos de Ley
La parlamentaria socialista fue autora de los proyectos de ley que Establece marco de autorización para la realización de bingos con fines de beneficencia y esparcimiento (Boletín N° 10081-06) y la iniciativa que reconoce al pueblo chango como etnia indígena de Chile (B. 11188-17). Ambos proyectos fueron promulgados.
Asimismo, Cicardini es coautora de múltiples iniciativas que son ley: como la Ley Karin, ley de videocámaras policiales, Dia Nacional Contra el Femicidio, Ley que tipifica el acoso sexual callejero, Ley de Royalty a la Minería, el Día del Minero y el Día de San Lorenzo.

## Reconocimientos
En noviembre de 2023, fue reconocida entre las «100 Mujeres Líderes» del país, premio entregado por la organización “Mujeres Empresarias” y “El Mercurio” que busca visibilizar el trabajo de las mujeres en distintas áreas, como economía, educación y servicio público.